# Otac Brown
Otac Brown (eng. Father Brown) je izmišljeni književni lik katoličkog svećenika i detektiva-amatera, a koga je osmislio engleski književnik Gilbert Keith Chesterton. 
Prvi put se pojavio 1910. u kratkoj Chestertonovoj priči »Plavi križ« (The Blue Cross). Chesterton je o njemu napisao 51 kratku priču, okupljene u nekoliko zbirki objavljenih od 1911. do 1935. godine. Brown je u njima opisan kao katolički svećenik niskog rasta i neuglednog izgleda, ali s izvrsnim poznavanjem ljudske psihologije; u svojim pričama sam Brown to objašnjava svojom upućenošću u najrazličitije oblike zla koje je stekao tijekom desetljeća ispovijedanja. 
Njegove detektivske metode uglavnom se temelje na intuiciji umjesto dedukciji, odnosno korištenju psihologije umjesto prirodnih znanosti, zbog toga se često navodi kao svojevrsni antipod Sherlocku Holmesu, iako je Chesterton izuzetno cijenio knjige o tom detektivu. Jedan od stalnih likova u pričama je Flambeu, vrhunski kriminalac koji je ispočetka suprotstavljen Brownu da bi se na kraju promijenio i postao njegov pomagač. Jedno od prepoznatljivih obilježja lika Oca Browna jesu evangelizacija i ispovijed počinitelja zločina, ali i drugih likova. Tako u priči »Leteće zvijezde« pokušava uvjeriti spomenutog Flambeaua u napuštanje zločinančkog načina života.
Vjeruje se da je kao model za lik Oca Browna poslužio John O'Connor, katolički svećenik iz Bradforda, koji je zaslužan za Chestertonovo preobraćenje na katoličanstvo.
Priče o Ocu Brownu su kasnije poslužile za niz utjelovljenja na radiju i filmu, odnosno za televizijske serije u UK-u, SAD-u, Italiji (Don Matteo i Neka nam Bog pomogne) i Njemačkoj. Vjerojatno najpoznatija ekranizacija je britanski film Father Brown u kojemu je naslovni lik tumačio Alec Guiness. Poznata je i BBC-ijeva televizijska serija Velečasni Brown, koja se u više navrata prikazivala i na Hrvatskoj radioteleviziji.